# Stapelkran

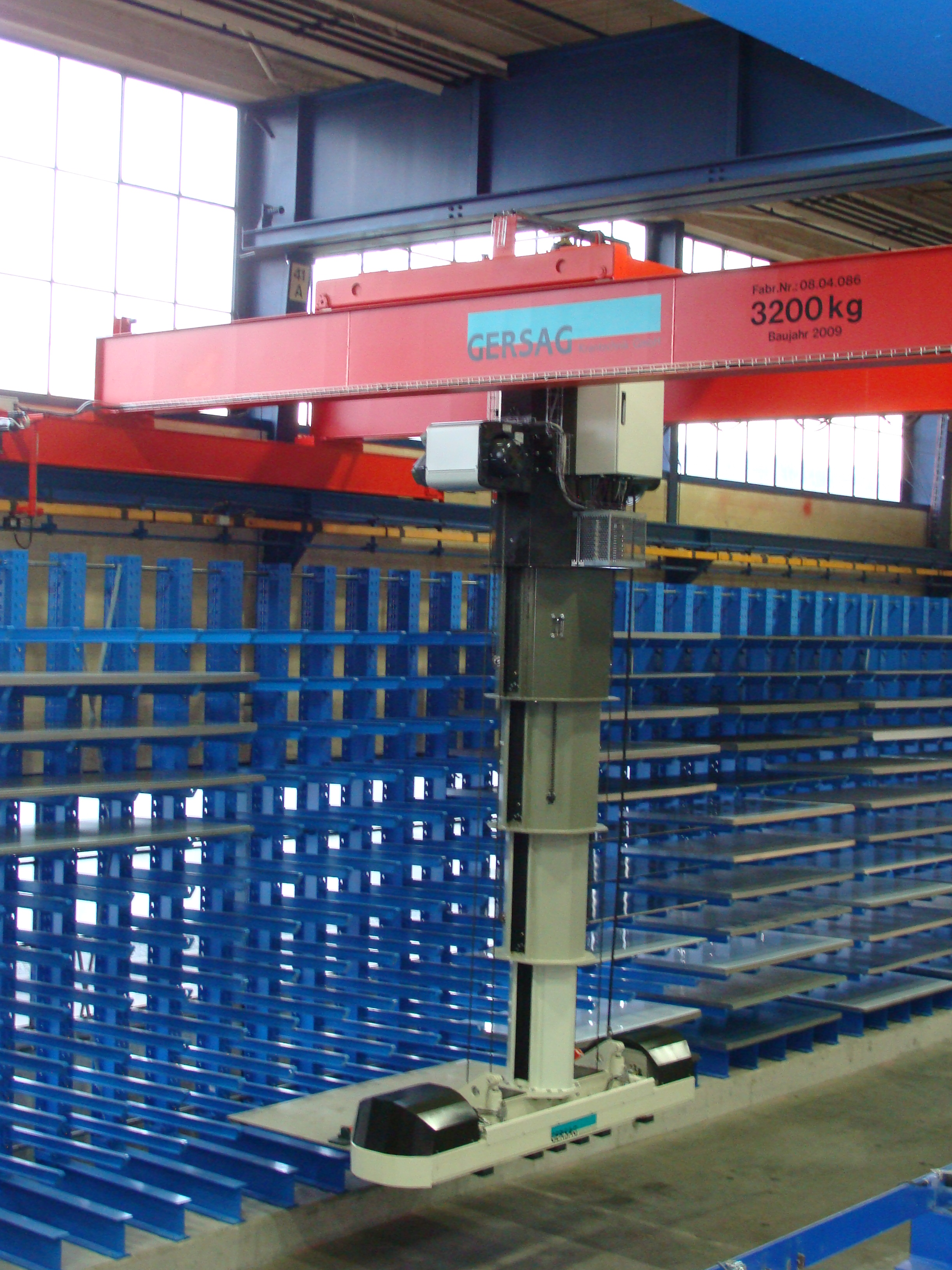
Vollautomatischer Stapelkran mit 3,2 t Traglast für die Blechbearbeitung

Ein Stapelkran ist eine spezielle Ausführungsform eines Regalbediengerätes. 
Es handelt sich um einen ortsgebundenen, aber beweglichen Kran. Stapelkrane werden häufig dort eingesetzt, wo Stückgüter, Behälter oder Paletten mit einem Lastgewicht bis 5000 kg transportiert, sortiert und gelagert werden müssen. Stapelkrane können diese Aufgaben in einem Arbeitsgang ausführen und ersparen so den Einsatz weiterer Hilfsmittel.

## Aufbau und Eigenschaften
Ein Stapelkran ist prinzipiell eine Kombination aus einem Gabelstaplerhubgerüst und einem Brückenkran. Wesentliche Bestandteile von Stapelkranen sind der Zweiträgerlaufkran sowie eine spezielle Stapelkatze. Die Stapelkatze ist mit Greifzangen, Gabeln, Dornen oder anderen für das Lagergut notwendigen Lastaufnahmemitteln ausgestattet. Stapelkrane lassen sich sowohl maschinell, als auch leicht von Hand verfahren und erreichen einen Schwenkwinkel von 360°. Die verschiedenen Bauformen sind in der DIN 15001 festgelegt.
Zum Manövrieren von Paletten, Behältern und anderem Stückgut benötigt ein Stapelkran nur sehr wenig Platz. Stapelhöhen bis zu 10 Meter und Gangbreiten bis herab auf etwa 1,4 m sind möglich. Der Boden der Regalgänge ist, bedingt durch den Aufbau von oben, nicht durch Schienen unterbrochen. Es sind sogenannte flurfreie Förderer. Stapelkrane werden nur bei niedriger oder mittlerer Umschlagsleistung eingesetzt.